# والتر لینهارد
والتر لینهارد (۱۵ مه ۱۸۹۰ – ژوئن ۱۹۷۳) یک تیرانداز ورزشی سوئیسی بود. او در بازی‌های المپیک تابستانی ۱۹۲۰ ،۱۹۲۴ و ۱۹۴۸ شرکت کرد.